# Hambach (zámek)
Zámek Hambach (Hambacher Schloss) se nachází ve stejnojmenné čtvrti města Neustadt an der Weinstraße v německé spolkové zemi Porýní-Falc.

## Historie
Pevnost na vrchu Schlossberg se nacházela už v římských dobách, od 11. století je doložen hrad Kästenburg, který náležel biskupům ze Špýru a chránil místní úsek Svatojakubské cesty. 
V roce 1552 byl hrad vypálen a roku 1777 připadl spolu s celou Rýnskou Falcí k Bavorskému království. 
V květnu 1832 uspořádaly buršácké spolky u zříceniny hradu velkou demonstraci za zrušení absolutismu a vytvoření jednotného německého státu, které se zúčastnilo přes dvacet tisíc lidí a vešla do dějin jako symbol německé demokracie.
V roce 1844 proběhla oprava zámku v neogotickém stylu, po níž ho místní občané věnovali bavorskému králi Maxmiliánovi II. jako svatební dar, proto se mu říká také Maxburg. 
Další rekonstrukce proběhly v roce 1982 a 2007, zámek je společným majetkem města Neustadtu a spolkové země Porýní-Falc. 6. května 1985 pronesl na zámku americký prezident Ronald Reagan projev mládeži celého světa, v němž vyzvedl význam Hambachu pro světovou demokracii.

## Evropské dědictví

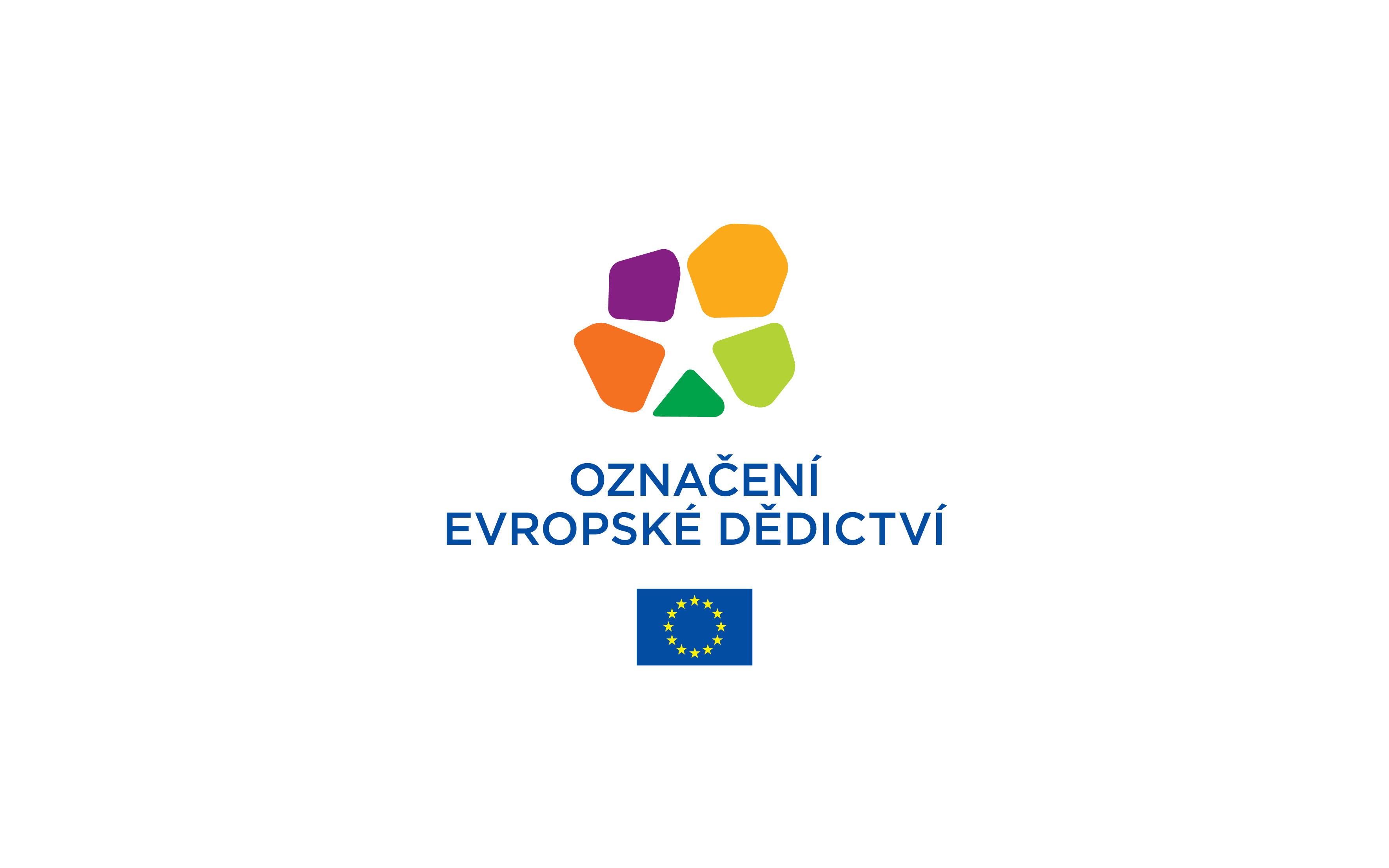
Označení Evropské dědictví

Hrad Hambach byl v roce 2014 zapsán na seznam Evropského dědictví.